# Laze pri Dolskem
Laze pri Dolskem so naselje v Občini Dol pri Ljubljani.